# Stanisław Saks
Stanisław Saks (Kalisz, 30 dicembre 1897 – Varsavia, 23 novembre 1942) è stato un matematico polacco, noto soprattutto per i suoi studi sulla teoria degli integrali, sulla teoria della misura e sul teorema di Vitali–Hahn–Saks.

## Biografia
Stanisław Saks è nato il 30 dicembre 1897 in una famiglia di ebrei polacchi di Kalisz. Nel 1915 si iscrisse all'Università di Varsavia, dove nel 1922 ottenne il dottorato cum maxima laude. Successivamente ottenne l'abilitazione all'insegnamento e una borsa di studio dalla Fondazione Rockefeller, che gli permise di viaggiare negli Stati Uniti per motivi di studio. In questo periodo cominciò a pubblicare articoli su Transactions of the American Mathematical Society e su Fundamenta Mathematicae. Tornato in patria, Saks partecipò alle rivolte nella Slesia e ottenne la Croce al valore e la Croce dell'Indipendenza per il suo valore. Nel 1921 tornò a Varsavia e alla sua carriera universitaria.
Per gran parte della sua carriera accademica si occupò dello studio delle funzioni e dei funzionali in particolare. Nel 1930 pubblicò la sua opera più nota, Zarys teorii całki, successivamente ampliata e tradotta in diverse lingue. Nel corso della sua carriera insegnò al Politecnico di Varsavia, all'Università di Leopoli e all'Università di Vilnius. Nel 1933 pubblicò con Antoni Zygmund il saggio Funzioni analitiche. Dopo lo scoppio della Seconda guerra mondiale e l'invasione nazista della Polonia, Saks si unì alla resistenza organizzata dallo Stato segreto polacco. Saks fu arrestato dalla Gestapo nel novembre 1942 ed ucciso in carcere il 23 dello stesso mese.